# إل. ر. فورد جونيور
إل. ر. فورد جونيور (بالإنجليزية: L. R. Ford, Jr.)‏ هو رياضياتي أمريكي، ولد في 23 سبتمبر 1927 في هيوستن في الولايات المتحدة، وتوفي في 26 فبراير 2017.